# GNV Blu
GNV Blu è un traghetto appartenente alla compagnia di navigazione italiana GNV

## Caratteristiche
Il traghetto, costruito sulla base delle unità della Classe Peter Pan, è lungo circa 164 metri e largo 28.
Spinto dai suoi quattro motori MAN 8L 40/45, generanti una potenza massima di 19 360 kW, è in grado di raggiungere una velocità di 17 nodi, con massime fino ai 20.
Dotato di 379 cabine, è inoltre in grado di ospitare 1320 passeggeri e di trasportare un massimo di 555 auto.
A bordo sono presenti svariati servizi, quali bar, ristoranti self service, ristoranti à la carte, pizzerie, gelaterie ed ampi spazi attrezzati per il tempo libero.
Nel 2005 la Stena Baltica è stata ricostruita presso il cantiere Remontowa con un investimento di 235 milioni di euro. Sono stati ristrutturati i servizi per i passeggeri sui ponti 7, 8 e 9. Un nuovo ponte veicoli è stato realizzato, eliminando la sistemazione in cabina sui ponti 5 e 6. Esternamente è stata ammodernata una porta per veicoli di grandi dimensioni, a prua è stata costruita la rampa ed il numero di imbarcazioni di salvataggio è stato ridotto.

## Servizio
Varato e battezzato il 9 novembre 1985 nel cantiere navale Van Der Giessen de Noord di Krimpen aan den IJssel dalla regina Beatrice dei Paesi Bassi con il nome di Koningin Beatrix e consegnato il 22 aprile 1986 alla SMZ, prende servizio a fine mese nei collegamenti tra Hoek van Holland e Harwich.

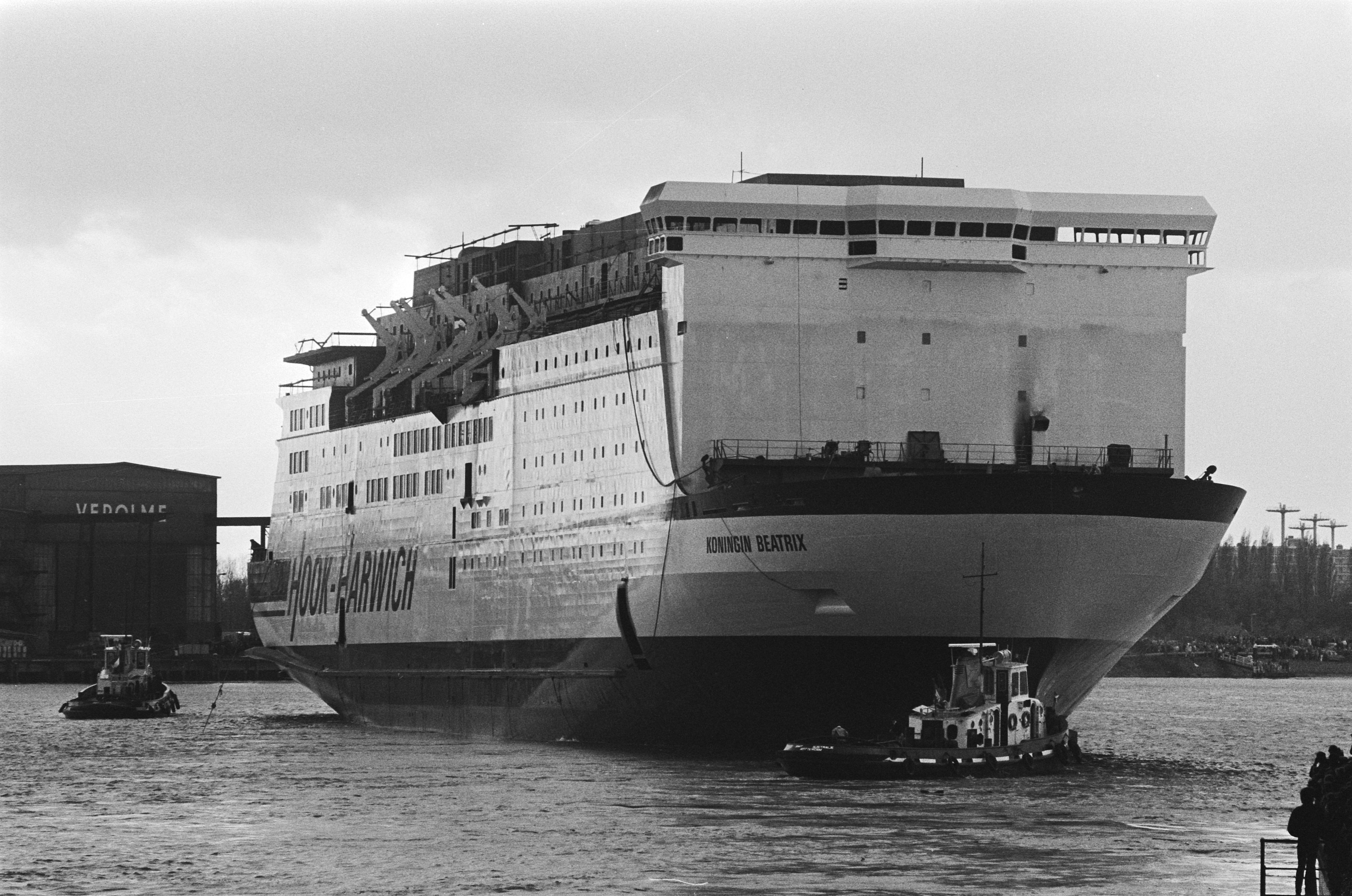
Il Koningin Beatrix pochi minuti dopo il varo a Krimpen aan den IJssel.

Il 9 gennaio 1989, con l'acquisizione da parte di Stena Line della compagnia olandese, passa sotto le insegne di quest'ultima, continuando ad operare sulla stessa rotta.

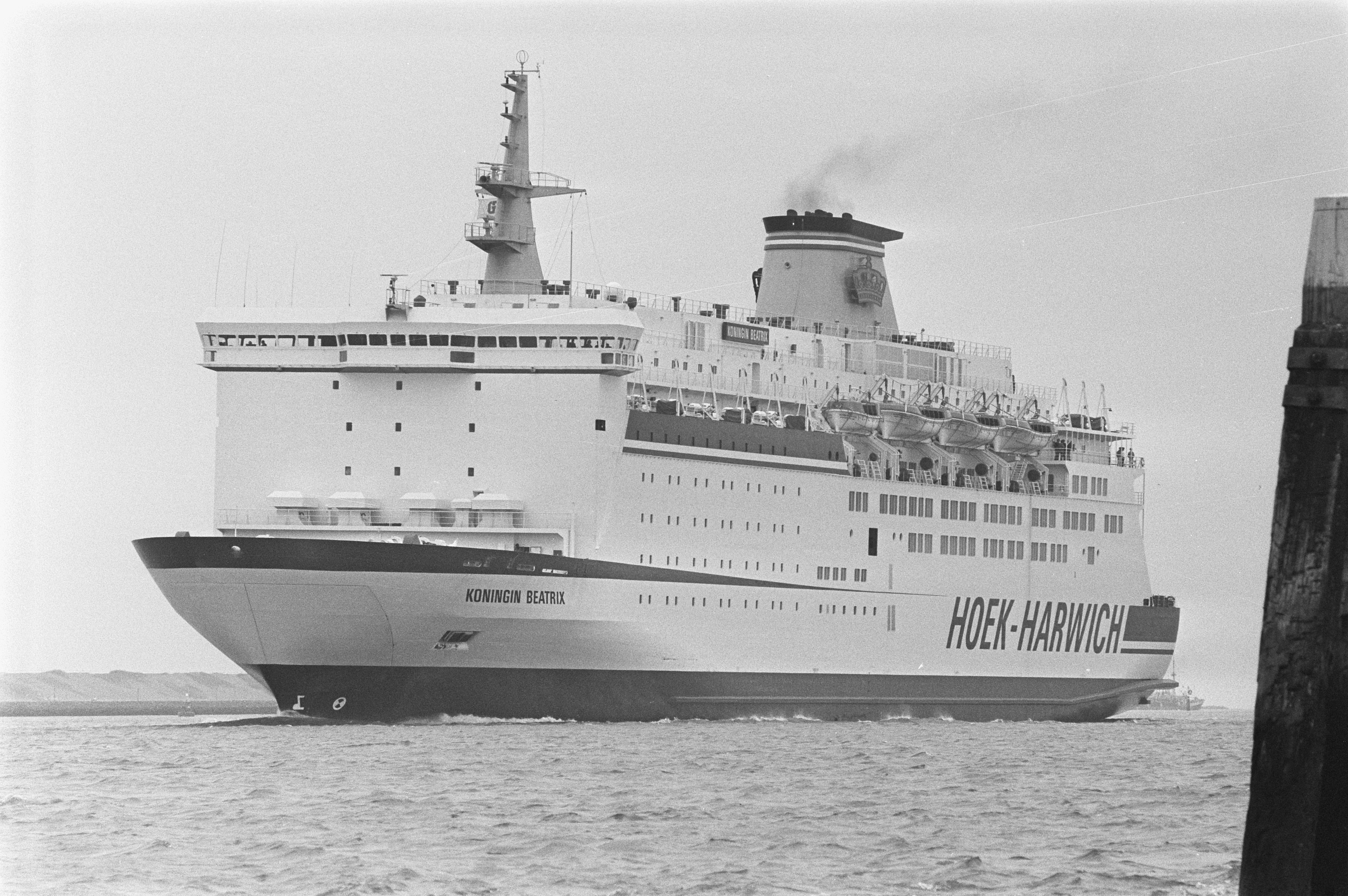
Il Koningin Beatrix in navigazione nel 1986.

Il 2 giugno 1997, con l'entrata in servizio del nuovo mezzo veloce Stena Discovery, termina il servizio sulla propria rotta.
Pochi giorni dopo viene noleggiato ed impiegato dal 14 al 18 giugno come hotel galleggiante durante una conferenza dell'Unione Europea ad Amsterdam.
Il 22 giugno viene trasferito a Fishguard e cinque giorni dopo torna in servizio nei collegamenti tra Pembroke Dock e Rosslare.
Il 3 luglio 1997 viene trasferito nei collegamenti tra Fishguard e Rosslare in sostituzione dello Stena Felicity.
Il 13 luglio 1998 viene impiegato per trasportare i partecipanti del Tour de France da Cork a Roscoff.
Il 12 marzo 2003 termina il servizio nel canale di San Giorgio e il giorno seguente viene ribattezzato Stena Baltica, venendo sostituito sulla propria rotta dallo Stena Europe.
Il 21 marzo torna in servizio nei collegamenti tra Karlskrona e Gdynia.
Il 30 luglio 2005 entra in collisione con la diga foranea del porto di Gdynia, riportando lievi danni allo scafo.
Riparato, il giorno seguente torna regolarmente in servizio.
Il 27 giugno 2011 termina il servizio nel Baltico e due giorni dopo viene disarmato a Landskrona e messo in vendita.
Il 20 agosto 2011 viene trasferito a Lysekil.

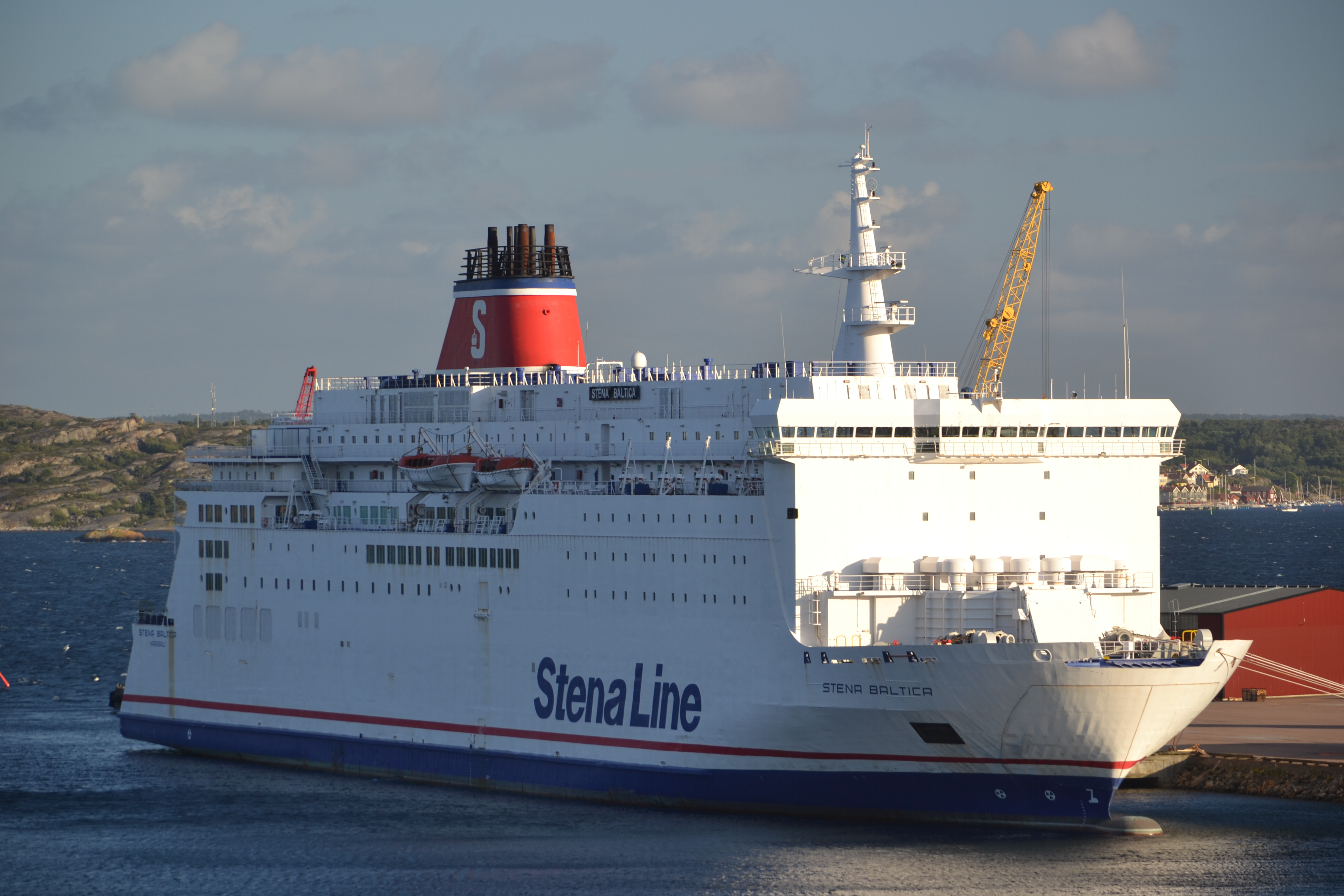
Lo Stena Baltica in disarmo a Lysekil nel 2012.

### SNAV (2013-2022)
Dopo essere stata posta in disarmo per tre anni, la nave è stata venduta alla compagnia di navigazione italiana SNAV, che la ha ammodernata ed adeguata agli standard delle sue navi presso i cantieri navali al porto di Napoli. Lo SNAV Adriatico è in servizio sulla tratta Ancona-Spalato dal mese di aprile, con 4 partenze a settimana da Ancona e 3 da Spalato: è capace di coprire la tratta in sole 10 ore con partenza alle ore 21:30 da Ancona e arrivo alle 7:00 a Spalato. 
Nel 2015 venne poi noleggiata a Trasmediterranea per i collegamenti con le Isole Baleari.
Dal 21 giugno 2017 è noleggiata alla GNV sulla linea Napoli-Palermo fino al luglio del 2021 con opzione di noleggio per ulteriori tre anni.
Dal 3 settembre 2020, è noleggiata dal Ministero dell'interno per essere utilizzata come nave-quarantena nell'ambito dell'emergenza sbarchi in Sicilia, operando nei porti di Lampedusa, Augusta, Porto Empedocle e Trapani.

### GNV (2022-presente)
Il 5 febbraio 2022 la nave passa a Grandi Navi Veloci e cambia nome in GNV Blu.
Nell'estate 2023 prende servizio sulla Genova-Porto Torres per tutta l'estate.
Nell'estate 2025 viene trasferito nei collegamenti tra Civitavecchia ed Olbia, operando saltuariamente anche in quelli tra il porto laziale e Tunisi.